# Godwin Attram
Godwin Attram (Accra, 7 augustus 1980) is een voormalig Ghanees voetballer en huidig voetbalcoach.
Attram kwam als middenvelder op voorspraak van scout Piet de Visser naar PSV nadat hij met Ghana de zilveren medaille behaald had op het wk onder 17 in 1997. Hij werd in eerste instantie gehaald om de A1, die onderaan in het klassement stond, te versterken. Bij de A1 was hij een revelatie en hij tekende een vijfjarig contract bij de club. Na problemen met zijn geboortebewijs, werd hem de toegang tot Nederland echter ontzegd. Hierdoor bleef een doorbraak in het eerste elftal van PSV uit. Wel wist De Visser zijn pupil onder te brengen bij het Deense Silkeborg IF. Nadat hij een jaar in Tunesië verbleef, ging hij naar Saoedi-Arabië en daarna naar de Verenigde Arabische Emiraten. In 2008 ging hij naar de Verenigde Arabische Emiraten en vanaf 2010 speelde hij in Egypte. Nadat hij in het seizoen 2013/14 in Oman gespeeld had, keerde hij terug naar Ghana bij zijn eerste club Great Olympics. Na de degradatie in 2015 werd hij speler-trainer en promoveerde in 2016 weer terug met Great Olympics. Hierna beëindigde hij zijn spelersloopbaan en ging verder als trainer.
Met Ghana nam hij deel aan de Africa Cup in 2006.
Hij startte  met Piet de Visser een voetbalacademie in Ghana.

## Erelijst
- Beker van Denemarken: 2001
- Beker van Tunesië: 2003
- Saudi Premier League: 2004, 2006
- Wereldkampioenschap voetbal onder 17 - 1997